# マルセル・ワンダース

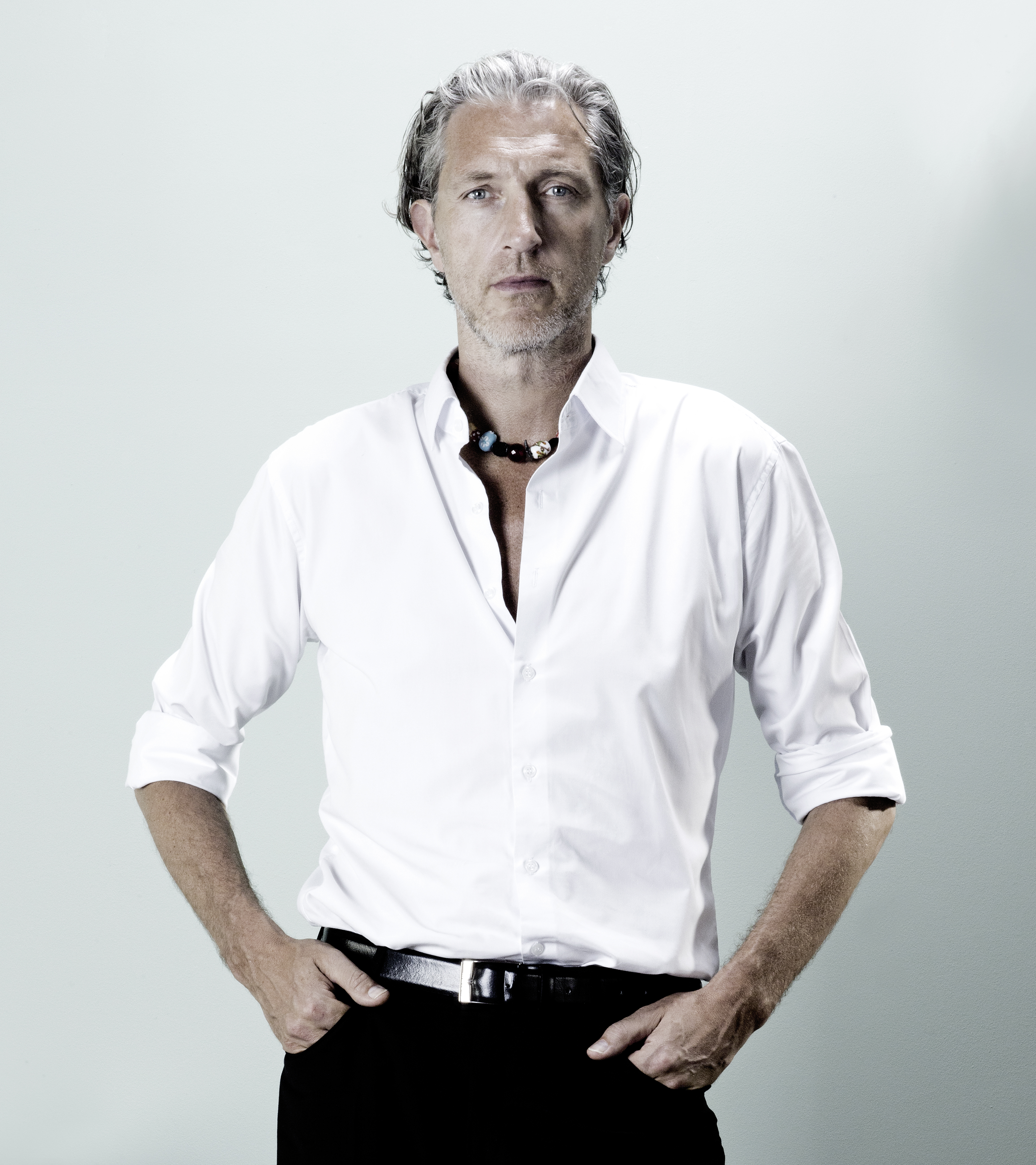
2013年撮影

マルセル・ワンダース(Marcel Wanders、1963年7月2日 - )は、オランダ生まれのプロダクト＆インテリアデザイナーであり、アートディレクター。アムステルダムを拠点に世界で活躍している。
Alessi、KLMオランダ航空、Flos、Swarovski、Puma、B&Bイタリアなど、世界をリードするトップブランドのデザインを手がけ、その作品は世界各地で目にすることができる。デザイン界の異端児とも言われるが、「愛の世界を創造し、情熱を持って生き、ワクワクする夢を実現する」ことを自らの使命としている。
その作品には彼ならではの詩的で、幻想的で、ロマンティックなコンセプトがいきいきと表現されている。日本での活動においては、コスメデコルテ“AQ MW”のアートディレクターを2010年から務めている。